# Чжоу Ян (литературовед)
Чжо́у Ян (кит. трад. 周揚, упр. 周扬, пиньинь Zhōu Yáng; 7 ноября 1908, Иян, Хунань — 31 июля 1989, Пекин) — китайский литературный критик, литературовед, публицист, переводчик, председатель Всекитайской ассоциации работников литературы и искусства (1979—1988).

## Биография
Родился 7 ноября 1908 года в уезде Иян провинции Хунань государства Великая Цин.
С 1926 по 1928 год учился в Университете Дася в Шанхае. Здесь он познакомился с марксистским учением. В 1927 году вступил в КПК. С 1929 по 1931 год продолжал обучение в Японии. По возвращении в Китай вступил в Лигу левых писателей (中国左翼作家联盟). С 1932 года стал редактором журнала Лиги — «Вэньсюэ юэбао» («Литературный ежемесячник»).
В 1937 году переселился в Яньань, где сначала преподавал и был деканом в Институте искусств имени Лу Синя, затем занял пост ректора Яньаньского университета. Входил в руководство Всекитайской ассоциации работников литературы и искусства по отпору врагу и редактировал журнал ассоциации. Работал руководителем департамента образования пограничного района Шэньси-Ганьсу-Нинся.
После образования КНР в 1949 году занимал должности заместителя министра культуры КНР (1949—1954), заместителя заведующего отделом пропаганды ЦК КПК (1949—1966), а также заместителя председателя Всекитайской ассоциации работников литературы и искусства (1949—1966).
Во время культурной революции подвергался гонениям за «ревизионистскую черную линию в искусствах и литературе», провёл в тюрьме девять лет с 1966 по 1975. При этом до того, за два года до начала преследований, в июле 1964 был включён в группу пяти по делам культурной революции. Был полностью реабилитирован в 1979 году, хотя и дальше критиковался как представитель марксистско-гуманистической «школы отчуждения».
После этого занимал пост председателя Всекитайской ассоциации работников литературы и искусства (1979—1988), вице-президента Академии общественных наук КНР.
Умер 31 июля 1989 года в Пекине.

## Творческая деятельность
Публиковаться начал в 1929 году. Значительная часть публицистики Чжоу Яна посвящена литературе революционной направленности. Среди прочих его перу принадлежат статьи «О социалистическом реализме и революционном романтизме», «Советская литература за 15 лет», «Романтизм Горького», «„Мертвые души“ Гоголя» и другие.
Переводил с английского языка труды Александры Коллонтай, Максима Горького, Льва Толстого, Николая Чернышевского и других писателей.
Выступал в качестве редактора и составителя ряда периодических и непериодических изданий.

## Издания на русском языке
Чжоу Ян. Путь социалистической литературы и искусства в нашей стране. Доклад на Третьем Всекитайском съезде работников литературы и искусства 22 июля 1960 г.. — Пекин: Издательство литературы на иностранных языках, 1961. — 80 с.